# Aromán nyelv

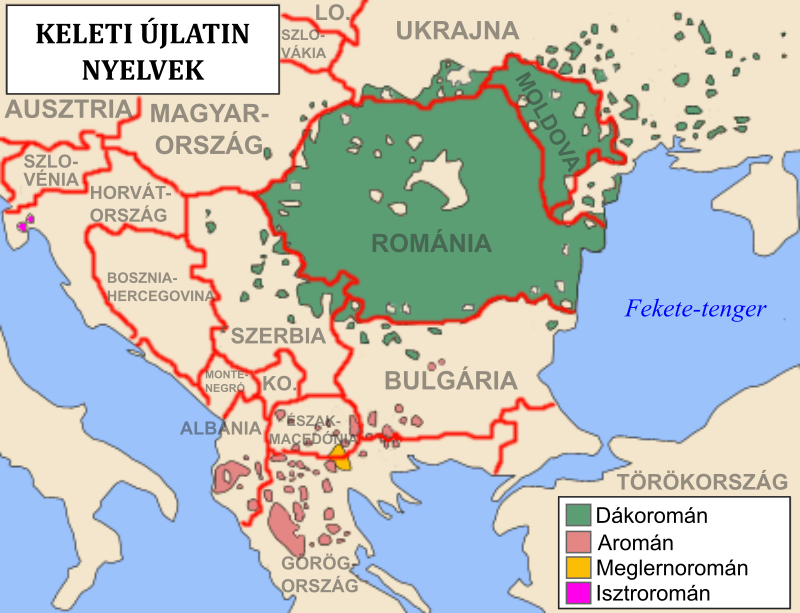
Keleti újlatin nyelvek

Egyes nyelvészek szerint az aromán nyelv (más néven arumén, makedoromán vagy vlach; beszélői elnevezéseként limba armãneascã, armãneashti vagy armãneashce) a Délkelet-Európában élő arománok önálló nyelve. Legközelebbi rokonai a román nyelv, a meglenoromán nyelv és az isztroromán nyelv, amelyekkel együtt az újlatin nyelvek keleti csoportjához tartozik. Más nyelvészek szerint nem önálló nyelv, hanem a román nyelv egyik dialektusa, a dákoromán, a meglenoromán és az isztroromán dialektus mellett.

## Az aromán nyelv beszélői
Az aromán nyelv beszélőinek számáról csak becslések vannak. Az Európai Tanács egyik dokumentuma kb. 250 000 személyről szól, miközben az aromán etnikumúak számát kb. 500 000-re becsüli. Az egyetlen pontos adat az albániai 2011-es népszámlálás eredményei között található, ahol 3848 személy vallja magát aromán anyanyelvűnek a 8266 magát arománnak valló közül.
A Balkán-félszigeten, Görögországban, Albániában, Szerbiában, Bulgáriában és Észak-Macedóniában él a legtöbb aromán, és viszonylag jelentős lehet a Romániába, Nyugat-Európába (Franciaország, Németország), az Amerikai Egyesült Államokba, Kanadába, Latin Amerikába és Ausztráliába kivándorolt arománok száma is.

## Külső nyelvtörténet

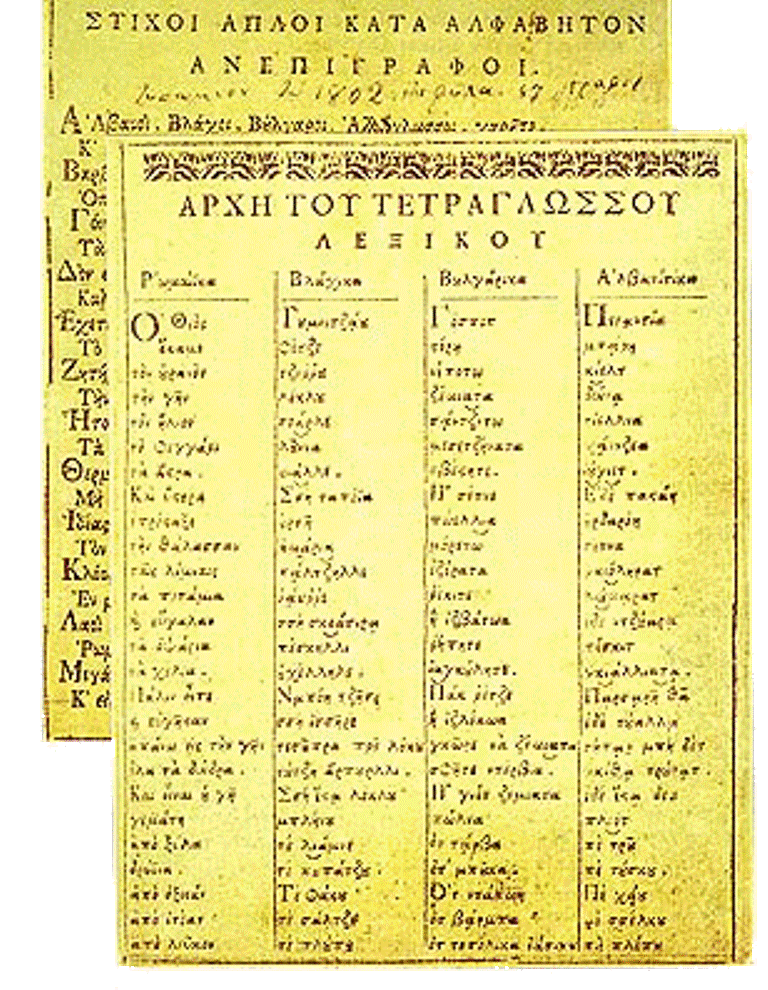
Daniil Moscopoleanul Lexikonja

Az aromán nyelv külső történetét három időszakra szokták osztani.
Az első, irodalom előtti időszak, mely a nyelv kialakulásától a 18. század kezdetéig tartott, gyakorlatilag ismeretlen, és számos aspektusa viták tárgya.
Általában elfogadják, hogy az aromán nyelv a Dunától délre keletkezett úgy, hogy elsőként vált le a protoromán nyelvről, legkésőbb a 10. században, de e folyamat területe vitatott. A nyelvészek többsége úgy véli, hogy ez a Duna és a Balkán-hegység közötti régió keleti része, ahonnan az arománok dél felé vándoroltak. Mások azt állítják, hogy legalább részben a nyelv a Píndosz-hegységben és Albánia déli részében is keletkezett. Az arománok első írott megemlítése a történelmi Makedóniában a 976-os évhez kötött, és a bizánci Geórgiosz Kedrénosz krónikájában található. A 11. században Kekauménosz  ugyancsak bizánci történész említi meg őket azt állítva, hogy a Píndosz-hegységbe a Duna régiójából kerültek.
Ebből az időszakból csak elszigetelt aromán szavak (személynevek, közöttük egyes ragadványnevek) maradtak fenn görög, szláv vagy török nyelvű szövegekben. A legrégibbnek a Cincilukisz személynevet tekintik, melyet egy bizánci történész írt le 1156-ban. Ezt Alexandru Philippide  és Theodor Capidan n úgy tekintették, hogy a tsintsi luchi ’öt farkas’ szószerkezetből származik.
A 15. században egy másik krónikás, Laonikos Chalkokondilasz, megjegyezte az aromán és a román nyelv rokonságát.

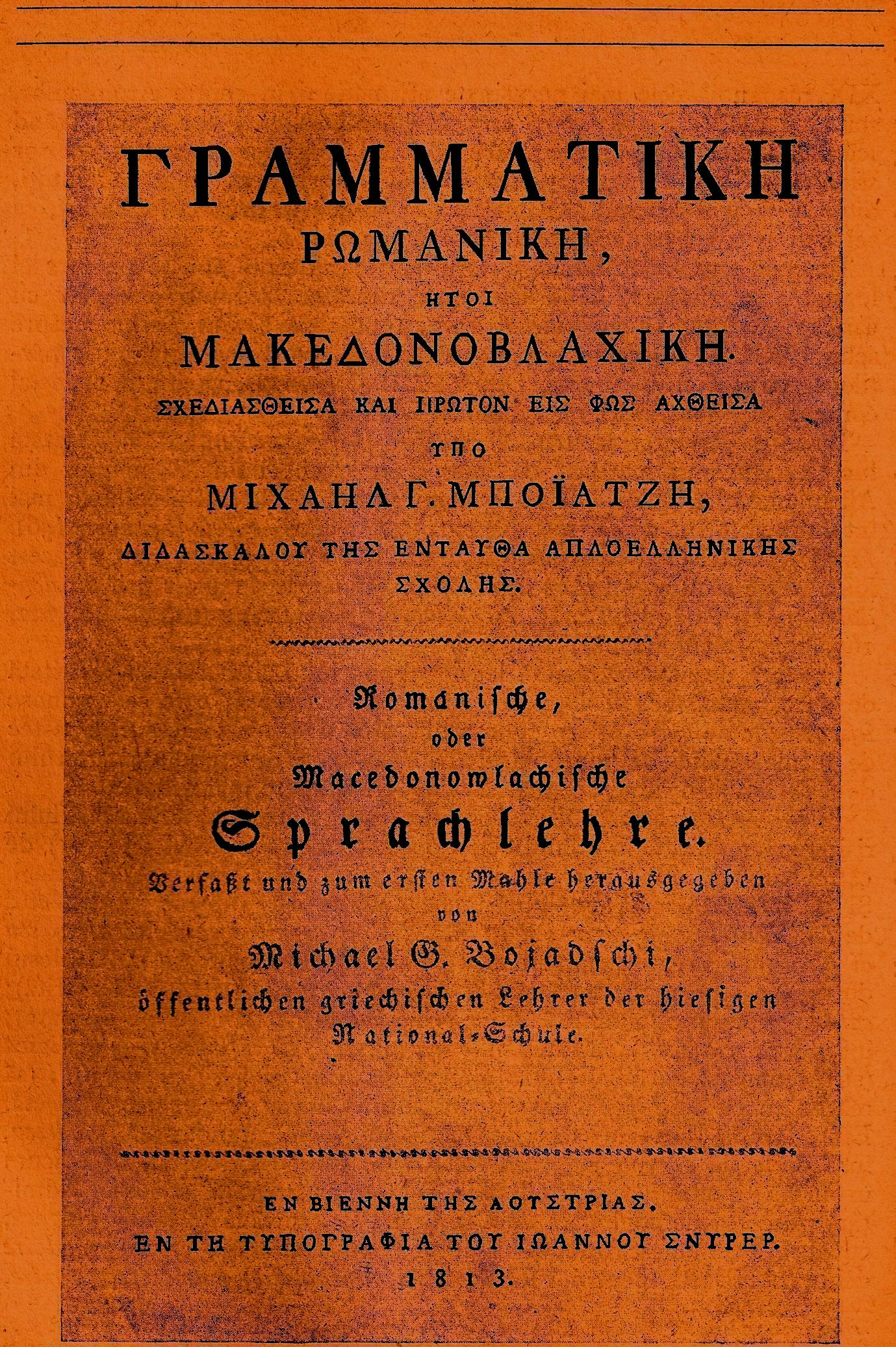
Boiagi Grammatikája

A második, régi időszak, a 18. század. Ekkor lett az aromán a Dunától délre fekvő területeken beszélt keleti újlatin nyelvek közül az egyedüli, amely írásbeliséggel rendelkezik. Ebben a században jelentek meg az első, a görög ábécével írott szövegek. Ezek rövidek: az egyik 1731-ből származó, egy Nectarie Tărpu nevű szerzetes és papnak tulajdonított ikonon található, görög, albán és latin fordítással, egy másik datálatlan, és egy Simota vázának nevezett edényre íródott.
Ebben az időszakban az albániai Voskopoja város jelentős aromán kulturális központ volt. Ittenni szerzetesek és papok vallásos jellegű irodalmat alkottak, de ugyanakkor lexikográfiai és pedagógiai munkákat is. Megemlítendők egy datálatlan és ismeretlen helyen készült szertartáskönyv, egy görög–aromán–albán szószedet, egy görög–albán–aromán–bolgár társalgási könyvrész, egy ábécéskönyv, valamint egy Dimonie Kódexnek nevezett vallásos jellegű fordítások kéziratát tartalmazó szöveggyűjtemény.
Voskopoja lerombolása (1788) után számos aromán írástudó a Habsburg Monarchiába emigrált, megismerkedett a Felvilágosodás eszméivel, és az Erdélyi iskola hatása alatt kezdett tevékenykedni.

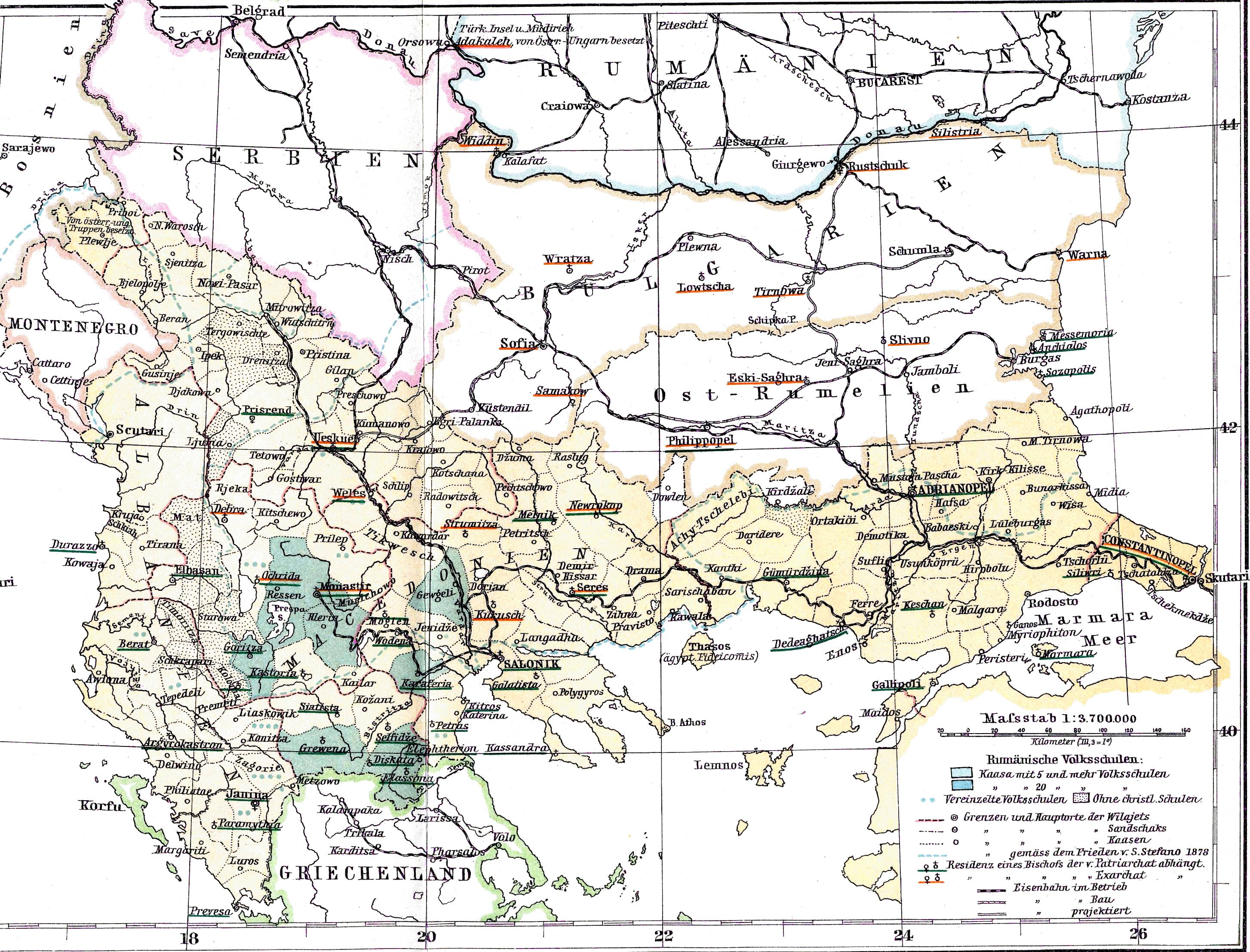
Arománoknak és meglenorománoknak szánt román iskolákkal ellátott területek (szürke színnel) a Török Birodalomban (1886)

A 19. századdal együtt elkezdődött az aromán nyelv harmadik, újkori időszaka. Ekkor áttértek a latin ábécére, és megjelentek az első, a román nyelv által befolyásolt és latinizáló filológiai munkák. E hatás miatt ezek nyelvezete mesterkélt, a beszélt nyelvtől távoli.
A század második felében, miután Makedóniában román iskolákat alapítottak, aromán nyelvű szépirodalom is megjelent. 1864-től kezdve eredeti és fordított, pedagógiai és esszészerű írások is napvilágot láttak. Ezen irodalom legjelentősebb képviselői Mihail Nicolescu, Tashcu Iliescu, Constantin Belimace , Nuși Tulliu , Zicu A. Araia, Nicolae Batzaria  és George Murnu .
Ugyanakkor népmeséket és népdalszövegeket tartalmazó könyveket is publikáltak, főleg 1890 után, Gustav Weigand  és Pericle Papahagi  gyűjtésében.
1864 és 1945 között létezett arománoknak szánt oktatás, többnyire román nyelven, főleg Görögországban.
A történelem során az arománoknak szóló ortodox istentiszteleteket görög nyelven, de egyes időszakokban aromán nyelven is tartották.

## Jelenlegi helyzet
Az asszimiláció, és következésképpen a nyelv és a kultúra veszítése az összes aromán népességgel rendelkező országban nagy fokú volt. Az aromán nyelv mégis fennmaradt, sőt, az 1990-es évektől kezdve helyzete valamelyest javult.
Az Európa Tanács Tanácskozó Gyűlése elfogadott 1997-ben egy ajánlást (az 1333-as számút), amelyben felkéri azokat az államokat, ahol arománok élnek, hogy könnyítsék meg az aromán nyelv használatát az oktatásban, a templomokban és a médiában. Bár ezt az ajánlást nem követik teljes mértékben, észrevehető némi előrehaladás az aromán nyelv megőrzése terén.
Észak-Macedóniában az arománoknak nemzeti kisebbségi státuszuk van, és 2001 óta az aromán nyelv hivatalos Krusevo helységben. 2001-ben Victor Friedman  amerikai nyelvész arról számolt be, hogy tanítják a nyelvet Szkopje, Stip, Bitola, Krusevo, Kumanovo, Sztruga és Ohrid helységek iskoláiban, és hogy aromán nyelvű televízió- és rádióadások is vannak.
Ebben az országban viszonylag élénk az aromán irodalmi élet. Az eredeti szépirodalmi alkotásokon kívül érdekességként említhető meg, hogy Dina Cuvata író lefordította arománra az Énekek énekét, az Iliászt, az Odüsszeiát, az Aeneist, a A Nibelungokat, az Isteni színjátékot stb., és az aromán írók lexikonát is elkészítette.
Albániában is megkapták az arománok 2017. október 13-án a nemzeti kisebbségi státuszt. Dorin Lozovanu moldovai kutató azt írta 2012-ben, hogy Korça, Divjaka, Selenica és Vlora helységekben vannak olyan iskolák, ahol szabadon választható tárgyként tanítják az arománt. Megemlíti még, hogy két templomban, Divjakában és Vlorában többnyire ezen a nyelven folynak az istentiszteletek, és hogy van aromán sajtó is.
Romániában az arománoknak nincs semmiféle jogi státuszuk, de itt is feléledt a nyelvük iránti érdeklődés. A közoktatásban az iskolák szabadon elhatározhatják, hogy választható státusszal bevezessék az „Aromán kultúra és hagyományok” tantárgyat, amelyhez nyelvleckék is tartoznak. Erre az oktatásügyi minisztérium által jóváhagyott országos szinten érvényes tantervek is léteznek, amelyek heti egy órát írnak elő e tárgy tanítására. A nyelv oktatásával aromán szervezetek is foglalkoznak.
Itt is viszonylag élénk az aromán irodalom. Már az 1980-as évek Romániájában megjelent néhány kötet, azután pedig az aromán származású írók szabadon művelhették az irodalmukat. A leggyakoribb műfaj a vers, és a művek kötetben vagy folyóiratokban jelennek meg, például a Cartea Aromãnã kiadó gondozásában, amely a Rivista di litiratură shi studii armãni-t (Az aromán irodalom és tanulmányok folyóirata) is kiadja, vagy a „Predania” egyesület „Avdhela” projektjének keretében.
Van aromán osztálya a Radio Romania International adónak, amely rendszeresen sugároz aromán nyelvű adásokat.
2013-ban bemutatták az első aromán nyelvű egész estét betöltő játékfilmet Nu hiu faimos ama hiu Armãn (Nem vagyok híres, de aromán vagyok) címmel, Toma Enache  romániai aromán rendező alkotását. Ugyanaz a rendező arománra fordít és visz színre klasszikus román és egyéb színműveket.
A nyelvet művelik a Románián kívüli diaszpórában működő szervezetek is, például a Francia Arománok Egyesülete.

## Sztenderdizálási törekvések
Létezésének körülményei miatt az aromán nyelvnek nincs sztenderd nyelvváltozata. A múltbeli szerzők a saját nyelvjárásukban írtak, és általában a maiak is így tesznek.
Matilda Caragiu Marioțeanu Romániában élt aromán származású nyelvész kezdte a sztenderdizálási tevékenységeket. 1997-ben megjelent szótárának bevezetője több kritérium szerint javasol szabályokat. Az egyik szerint olyan vonásokat választ ki, amelyeknek a legnagyobb elterjedése van az aromán nyelvterületeken, és nem csak egyes kisebb régiókra korlátozottak. Etimológiai szempontból olyan alakú változatokat ajánl, melyek a legközelebb állnak azokhoz, amelyekből származnak. Az aromán jellegzetességet is kritériumként kezeli, azaz olyan változatokat tart meg, amelyek nem közösek más keleti újlatin nyelvekkel. Az új jövevényszavak beillesztését illetően ezeknek az arománra jellemző végződéseket ad, de ellenzi tövüknek megváltoztatását a régi hangtani törvények szerint. Ugyanakkor a román nyelvészek által az aromán írására hagyományosan használt betűkészlet meghagyását javasolja, beleértve a románban is meglévő beszédhangok átírására a román írásban használt betűket.
A hagyományos írásmódot alkalmazza Iancu Ballamaci albániai nyelvész is aromán tankönyvében. Ezen kívül úgy próbál minden arománhoz szólni, hogy sokszor szavak több, nyelvjárás szerinti változatát adja meg.
Tiberius Cunia, egy, az Egyesült Államokban élt értelmiségi, aki nem volt nyelvész, sztenderdnek szánt írásrendszert javasolt, amelyből kiiktatott minden hagyományos betűt. Ezt be is mutatta egy 1997-ben, a macedóniai Bitolában megtartott szümpóziumon, amely el is fogadta, bár nem képviselhette az egész arománságot. 2010-ben Cunia terjedelmes értelmező és a szavak megfelelőit románul, angolul és franciául is megadó szótárt alkotott az általa javasolt aromán írásrendszerrel, melyben az új jövevényszavak tövére is alkalmazta az aromán hangtani törvényeket. Írásrendszerét terjesztendő internetes leckesorozat létezik.
Ezek a sztenderdizálási tevékenységek nem jártak sikerrel, a kezdeményezőik nézeteltérései miatt.

## Területi változatok

Az aromán nyelvjárások
aromán nyelv: F – frashëri és myzeqejai; M – voskopojai; B – gopeši, mulovištei és bjalai; P – píndoszi és olümposzi; G – grámoszi
meglenoromán nyelv

Az aromán lényegében egységes nyelv, kölcsönösen érthető nyelvjárásai vannak, de ezek számosak, és egymásba nyúlóak. Csoportosításuk vitatott.
Gustav Weigand csoportosítása, melyet Matilda Caragiu Marioțeanu és Nicolae Saramandu mai nyelvészek is elfogadnak, csupán hangtani vonásokon alapul. Eszerint van:
- egy északnyugati, fãrsherot-típusú nyelvjáráscsoport, mely sokkal kisebb területen beszélt, mint a másik:
  - az albán Frashër településen és környékén beszélt fãrsherot-nak nevezett nyelvjárás;
  - az albániai Voskopoja (aromán nyelven Moscopole) település és környékének a nyelvjárása;
  - a dél-albániai Myzeqeja (aromán nyelven Muzachia) régió nyelvjárása;
  - az észak-macedóniai Gopeš  és Mulovište (wd) nyelvjárása;
  - a mecedóniai Bjala nyelvjárása;
- egy délkeleti csoport, nem fãrsherot-típusú nyelvjáráscsoport:
  - a Píndosz-hegységben beszélt nyelvjárás;
  - az Olümposz hegy régiójában beszélt nyelvjárás;
  - a görögországi Grámosz-hegy régiójában beszélt nyelvjárás.

Theodor Capidan és Tache Papahagi  a fentitől valamivel különböző csoportosítást javasoltak, mely több hangtani vonáson, de nyelvtani és szókészletbeli vonásokon is alapszik. Szerintük van egy északi, a fentebb északnyugatiaknak nevezetteket és a grámoszi nyelvjárást magába foglaló csoport, és egy déli, a többi fentebb délkeletinek nevezett két nyelvjárással.

## Hangtan és írás
Ebben a szócikkben az aromán nyelvet a románnal összehasonlítva mutatjuk be.
Az aromán fonológiai rendszer nem különbözik alapvetően a romántól, főleg ha egyes román nyelvjárások vonásait is számításba vesszük.

### Magánhangzók, félhangzók, aszillabikus hangzók
Az aromán magánhangzók általában nem különböznek a sztenderd román magánhangzóitól. Csupán az [ə] és az [ɨ] (a románban ă-vel, illetve î/â-vel írott) magánhangzók tekintetében van különbség, mivel ezek nyelvjárástól függően [ə]-ként vagy [ɨ]-ként realizálódnak, avagy összemosódnak.
A félhangzók ugyanazok, mint a románban. Magánhangzókkal együtt diftongusokat és triftongusokat alkotnak. Diftongusok:
- [e̯a]: featã ’lány’;
- [o̯a]: dadoara ’másodszor’;
- [j] + magánhangzó: iedu ’gida’;
- magánhangzó + [j]: doisprãdzatse ’tizenkettő’;
- [w] + magánhangzó: steaua ’a csillag’;
- magánhangzó + [w]: ljau ’veszek’.

Triftongusok: spuneai ’mondtál’, ali dunjauei ’a világnak, az embereknek’.
Két aszillabikus, szó végén magánhangzó + mássalhangzó után található, „suttogott”-nak nevezett beszédhang is van az arománban. Az egyik megvan a románban is, [ʲ], mely kiejtése hasonlít a magyar „kapj” szó j hangjáéra. A másik a [ʷ], ugyanabban a helyzetben, mely az [u]-ból származik. Ez a románban csak egyes nyelvjárásokban maradt fenn, és az arománban sincs meg minden nyelvjárásban. Leírja Caragiu Marioțeanu 1997 , Cunia 2010-ben is megvan mint alternatív végződés, de Ballamaci 2010-ben nincs meg.

### Mássalhangzók
Az aromán mássalhangzók többsége megvan a románban is.
Három aromán mássalhangzó a románban csak egyes nyelvjárásokban van meg, például a máramarosiban:
- [d͡z], mint a magyar „edző” szóban, csak rövid: pl. dzatsi ’tíz’;
- [ʎ], mint a mássalhangzó-hasonulás nélkül ejtett magyar „halljuk”-ban: oclju ’szem’ (a látószerv);
- [ɲ], mint a magyar ny: njel ’bárány’.

Másik három mássalhangzó nincs meg a románban. Kettő közülük nem sajátja minden aromán nyelvjárásnak sem:
- [ð], mint az angol there ’ott’ szóban található th-val visszaadott hang görög és albán jövevényszavakban található, de csak egyes nyelvjárásokban. A többiben [d]-nek hangzik:[47] pl. dhascal vagy dascal ’kántor’.
- [θ], mint az angol theatre th-ja is a görögből származik, így ejtik ki egyes nyelvjárásokban, a többiekben [t] a megfelelője:[48] cathi vagy cati ’mindegyik’.
- [ɣ] (torokhangú g) megvan a görögben is, mely nyelvben γ-nek írják. Megvan minden aromán nyelvjárásban, görög eredetű szavakban, de latin eredetűekben is, és realizálódik [g]-ként vagy [v]-ként is: yinyits, vinghits vagy yinghits ’húsz’.[49]

### Írás
Az első aromán nyelvemlékek a görög ábécével íródtak, de jelenleg a latin ábécé használata csaknem kizárólagos. Ennek ellenére ma is írnak egyesek a görög ábécével.
Az aromán latin ábécés írás és helyesírás nem egységes, mivel nem szabályozott. Például az aromán Wikipédia minden szócikkét három írásrendszerben lehet olvasni. Kettő csaknem egyforma, hagyományosan a román íráson alapszik. Ezeket használja például Caragiu Marioțeanu és Ballamaci. A harmadik Cunia írásrendszere.
Mindegyik rendszerben a betűk és a betűcsoportok többségének az értéke ugyanaz, mint a románban. Ezek a következők: c, ce, ci, che, chi, g, ge, gi, ghe, ghi; e és o (beleértve diftongusokban); i és u (félhangzókként is); k, q, w és y idegen szavakban (lásd A román nyelv írása, A betűk fonetikai értéke).

#### Az [ə] és az [ɨ] írása
Ballamaci 2010 használja az ă és az â betűket, de az î-t (melyet a románban csak szó elején és végén használnak) nem, mivel nála nem jelenik meg az [ɨ] szó elején. Szó végén az â-t használja. Caragiu Marioțeanu használja mindhármat, de az î-t csak szó elején, miközben az â-t szó végén is. Cunia 2010 mindkét magánhangzót az ã betűvel írja minden helyzetben, ezt a különféle realizálásukkal motiválva a különböző nyelvjárásokban. Példák:
| Ballamaci | Caragiu Marioțeanu | Cunia          | Román          |
| --------- | ------------------ | -------------- | -------------- |
| cântă     | cântâ              | cãntã          | cântă ’énekel’ |
| mplin     | împlinu            | mplin / ãmplin | plin ’tele’    |

#### Mássalhangzók a románhoz viszonyítva részben különböző írása
A románban is meglévő mássalhangzók írásában van különbség a hagyományos és a Cunia-féle rendszer között. Ez utóbbi sh-nek írja a magyar s-t és ts-nek a magyar c-t. Példák:
| Hagyományos | Cunia | Román                    |
| ----------- | ----- | ------------------------ |
| șasi        | shasi | șase ’hat’ (a számjegy)  |
| ți          | tsi   | ce ’mi’ (a kérdő névmás) |

A románban nem létező [ð], [θ] és [ɣ] hangokat mindhárom szerző egyformán írja: dh, th, illetve y. A többi írásában vannak különbségek:
| Mássalhangzó | Ballamaci | Caragiu Marioțeanu | Cunia  | Román         |
| ------------ | --------- | ------------------ | ------ | ------------- |
| [d͡z]         | dzâț      | ḑați               | dzatsi | zece ’tíz’    |
| [ʎ]          | ocl’u     | ocl’u              | oclju  | ochi ’szem’   |
| [ɲ]          | ńel       | ńelu               | njel   | miel ’bárány’ |

### Latin beszédhangok változása az aromán és a román nyelvben
Több beszédhang eltérően fejlődött a latintól az arománig, illetve a románig:
| Latin                                                    | Aromán                                                       | Román                                                                             |
| -------------------------------------------------------- | ------------------------------------------------------------ | --------------------------------------------------------------------------------- |
| mássalhangzóval kezdődő szavak: ROMANUS                  | [a] gyakori protézise: ar(ã)mãn                              | protézis hiánya: român ’román’                                                    |
| hangsúlyos [e]: FETA                                     | diftongálása egy-egy szó mindegyik alakjában: featã, feati   | diftongálása egyes alakokban, visszafejlődése másokban: fată, fete ’lány, lányok’ |
| labiális mássalhangzó utáni [e]: PECCATUM ’bűn’          | fennmaradása: pecatoshlji                                    | más magánhangzóvá való fejlődése: păcătoșii ’a bűnösök’                           |
| szókezdeti [e]: EST                                      | [j] protézise nélkül: esti [esti] / easti [e̯asti]            | [j] protézisével: este [jeste] ’van’                                              |
| [g] vagy [d] utáni [e]: GENUC(U)LUS                      | záródása: dzinuclju                                          | fennmaradása: genunchi ’térd’                                                     |
| [g] vagy [d] utáni [i]: DICO                             | > [ə]: dzãc                                                  | fennmaradása: zic ’mondok’                                                        |
| hangsúlytalan [o]: ARBOR                                 | gyakori záródása: arbure                                     | fennmaradása: arbore ’fa’ (élő)                                                   |
| magánhangzó + mássalhangzó utáni végződésbeli [u]: FAGUS | > [ʷ]: fagu                                                  | kiesése: fag ’bükk’                                                               |
| mássalhangzócsoport utáni végződésbeli [u]: LIGNUS       | fennmaradása: lemnu                                          | kiesése: lemn ’fa’ (anyag)                                                        |
| mássalhangzók közötti hangsúlytalan magánhangzók: ALAPA  | gyakori kiesésük: arpã                                       | más magánhangzóvá való fejlődésük: aripă ’szárny’                                 |
| IN-/IM- prefixum: IMPARTO                                | többféle fejlődése: mpartu / ampartu / [əmpartu] / [ɨmpartu] | împart ’osztok’                                                                   |
| [w] zöngés mássalhangzó előtt: LAUDO                     | > [v]: alavdu                                                | > [wu]: laud ’dicsérek’                                                           |
| [w] zöngétlen mássalhangzó előtt: *CAUTO                 | > [f]: caftu                                                 | > [wu]: caut ’keresek’                                                            |
| [k] [e] vagy [i] előtt: CAELUM                           | > [t͡s]: tser                                                 | > [t͡ʃ]: cer [t͡ʃer] ’ég(bolt)’                                                     |
| [d] [e] vagy [i] előtt: DICO                             | > [d͡z]: dzãc                                                 | > [z]: zic ’mondok’                                                               |
| [g] [e] vagy [i] előtt: GELUM                            | > [d͡z]: dzer                                                 | > [d͡ʒ]: ger [d͡ʒer] ’fagy’ (főnév)                                                 |
| [j] [a], [o] vagy [u] előtt: JOCUS                       | > [d͡ʒ]: gioc                                                 | > [ʒ]: joc ’játék’                                                                |
| [l] [e] vagy [i] előtt: LEPOREM                          | > [ʎ]: ljepure                                               | > [j]: iepure ’nyúl’                                                              |
| [kl]: INCLAGO                                            | > [kʎ]: ncljeg                                               | > [k]: încheg ’megalvasztok’                                                      |
| [gl]: GLACIUM                                            | > [gʎ]: gljets                                               | > [g]: gheață ’jég’                                                               |
| [n] [e] vagy [i] előtt: CALCANEUM                        | > [ɲ]: cãlcãnju                                              | kiesése: călcâi ’sarok’ (lábé)                                                    |
| [m] hangsúlyos szótagban: MERCURIS                       | > [ɲ]: njercuri                                              | fennmaradása: miercuri ’szerda’                                                   |
| [p] [e] előtt: PETRA                                     | palatalizációja: cheatră                                     | fennmaradása: piatră ’kő’                                                         |
| [b] [e] előtt: BENE                                      | palatalizációja: ghine                                       | fennmaradása: bine ’jól’                                                          |
| [f] [e] vagy [i] előtt: FIGO                             | > [h]: higu                                                  | fennmaradása: înfig ’beledöfök’                                                   |

## Grammatika
Az aromán nyelv nyelvtani rendszere több okból különbözik valamelyest a románétól. Elsősorban viszonylagos elszigeteltsége miatt archaikus jellege van, ugyanis fennmaradtak benne a románban kihalt vonások. Másodsorban más körülmények között és független helyzetben más újítások jelentek meg benne. Végül egyes különbségek a vele való kapcsolatba kerülő nyelvek (görög, albán, szerb, bolgár) hatásának tudhatók be.

### Alaktan
Az aromán alaktanában olyan vonások figyelhetők meg a románéhoz viszonyítva, mint például a birtokos névmás gazdagabb ragozása, négy igeidő kötőmódban (a románban csak kettő), szintetikus feltételes mód jelen idő (a románban analitikus), vagy analitikus régmúlt idő a román szintetikussal szemben.

#### Az artikulusok
A határozott artikulust legtöbbször a szó végére helyezik (végartikulus), ezzel egybeírva, mint a többi keleti újlatin nyelvben. Alakjai (félkövér betűkkel):
- hímnem:
  - magánhangzó + mássalhangzó (+ [ʷ]-ra) végződő szavak – lup(u)[59] (rom. lup) ’farkas’:

– egyes szám: luplu (rom. lupul) ’a farkas’;
– többes szám: luplji (rom. lupii);
- - két mássalhangzó + [u]-ra végződő szavak – corbu (rom. corb) ’holló’:

– egyes: corbul (rom. corbul) ’a holló’;
– többes: corghilj (rom. corbii);
- - [e]/[i]-re végződő szavak – frate / frati[60] (rom. frate) ’fivér’:

– egyes: fratile / fratili (rom. fratele) ’a fivér’;
– többes: fratslji (rom. frații);
- nőnem – featã, bisearicã:
  - egyes: feata (rom. fata) ’a lány’, bisearica (rom. biserica) ’a templom’;
  - többes: featile / featili (rom. fetele), bisearitsle / bisearitsli (rom. bisericile);
- semlegesnem:[61]
  - magánhangzó + mássalhangzó (+ [ʷ]-ra) végződő szavak – foc(u) (rom. foc) ’tűz’:

– egyes: foclu (rom. focul) ’a tűz’;
– többes szám: focurle / focurli (rom. focurile);
- - két mássalhangzó + [u]-ra végződő szavak – lucru (rom. lucru) ’dolog’:

– egyes: lucrul (rom. lucrul) ’a dolog’;
– többes: lucrurle / lucrurli (rom. lucrurile).
A -lu, a -lji és a -le/-li (semlegesnemben) előtti magánhangzó kiesik, az utóbbi előtt olykor nőnemben is.
A határozatlan névelő hímnemben un bãrbat(u) (rom. un bărbat) ’egy férfi’, nőnemben unã featã (rom. o fată) ’egy lány’.

#### A főnév
Vannak bizonyos különbségek az aromán és a román között úgy a többes szám alakításában, mint a főnév ragozásában.

##### Többes szám
A főnevek végződése alanyeset egyes számban és többes számban különbözik olykor az aromán és a román között, bár egyes különbségek csak bizonyos nyelvjárásokban mutatkoznak:
| Nem         | Egyes szám                                                                         | Többes szám                                                     |
| ----------- | ---------------------------------------------------------------------------------- | --------------------------------------------------------------- |
| Hímnem      | magánhangzó + mássalhangzó (+ [ʷ]): lup(u) (rom. lup) ’farkas’                     | magánhangzó + mássalhangzó + [ʲ]: luchi (rom. lupi)             |
| Hímnem      | magánhangzó + egyéb mássalhangzó, mint [k] és [g] + [u]: corbu (rom. corb) ’holló’ | magánhangzó + két mássalhangzó + [i]: corghi (rom. corbi)       |
| Hímnem      | magánhangzó + mássalhangzó + [k] + [u]: porcu (rom. porc) ’disznó’                 | magánhangzó + mássalhangzó + [t͡s] + [i]: portsi (rom. porci)    |
| Hímnem      | magánhangzó + mássalhangzó + [g] + [u]: murgu (rom. murg) ’pej ló’                 | magánhangzó + mássalhangzó + [d͡z] + [i]: murdzi (rom. murgi)    |
| Hímnem      | magánhangzó + [n] + [i] / [e]: cãni / cãne (rom. câine) ’kutya’                    | magánhangzó + [ɲ]: cãnj (rom. câini)                            |
| Hímnem      | magánhangzó + [t] + [i] / [e]: frati / frate (rom. frate) ’fivér’                  | magánhangzó + [t͡s]: frats (rom. frați)                          |
| Hímnem      | mássalhangzó + [t] + [i] / [e]: munti / munte (rom. munte) ’hegy’ (domborzat)      | mássalhangzó + [t͡sə]: muntsã (rom. munți)                       |
| Hímnem      | hangsúlytalan [ə]: tatã (rom. tată) ’apa’                                          | [əɲ]: tãtãnj (rom. tați)                                        |
| Hímnem      | hangsúlyos [ə] (görög és török eredetű szavakban): amirã ’császár’                 | [ad͡z]: amiradz                                                  |
| Nőnem       | magánhangzó + mássalhangzó + [ə]: casã (rom. casă) ’ház’                           | magánhangzó + mássalhangzó + [i] / [e]: casi / case (rom. case) |
| Nőnem       | mássalhangzó + [t] + [ə]: poartã (rom. poartă) ’kapu’                              | mássalhangzó + [t͡sə]: portsã (rom. porți)                       |
| Nőnem       | mássalhangzó + [t] + [i] / [e]: carti / carte (rom. carte) ’könyv’                 | mássalhangzó + [t͡sə]: cãrtsã (rom. cărți)                       |
| Nőnem       | magánhangzó + mássalhangzó + [i] / [e]: cali / cale (rom. cale) ’út’               | magánhangzó + mássalhangzó + [urʲ]: cãljuri (rom. căi)          |
| Nőnem       | magánhangzó + mássalhangzó + [ə] (görög eredetű szavakban): yramã ’betű’           | magánhangzó + mássalhangzó + [ate]: yramate                     |
| Semlegesnem | magánhangzó + mássalhangzó (+ [ʷ]) : foc(u) ’tűz’                                  | magánhangzó + mássalhangzó + [urʲ]: focuri (rom. focuri)        |
| Semlegesnem | magánhangzó + két mássalhangzó + [u] : vimtu ’szél’                                | magánhangzó + két mássalhangzó + [urʲ] : vimturi (rom. vânturi) |
| Semlegesnem | magánhangzó + mássalhangzó (+ [ʷ]): os(u) (rom. os) ’csont’                        | magánhangzó + mássalhangzó + [i] / [e]: oasi / oase (rom. oase) |
| Semlegesnem | [t͡s] (+[ʷ]): brats(u) (rom. braț) ’kar’ (a testrész)                               | [t͡sə]: bratsã (rom. brațe)                                      |

Megjegyzések:
- Ott ahol többes számban a szó végi hangok magánhangzó + nj, dz vagy ts, ezek jellegét az -i [ʲ] toldalék adja, mely már nem hallatszik.
- Az -adz és az -ate görög eredetű végződések.
- A többes szám alakja egyes nőnemű főnevek esetében azonos az egyes számú alakkal, miközben román megfelelőik alakja különbözik a két számban:[71]
  - ha végződésük nj, lj, sh, c [k] vagy ts + [i] / [e]: lupoanji / lupoanje (rom. lupoaică, lupoaice) ’nőstény farkas(ok)’, unglji / unglje (rom. unghie, unghii) ’köröm, körmök’, cireashi / cireashe (rom. cireașă, cireșe) ’cseresznye’, bohci / bohce (rom. boccea, boccele) ’batyu(k)’, dultsi / dultse ’süteményféle’ (vö. rom. dulce, dulci ’édes(ek)’);
  - ha végződésük dz vagy ts + ã: frãndzã (rom. frunză, frunze) ’levél’ (növényé), soatsã (rom. soață, soațe) ’társnő(k)’.

##### Ragozás
A főnévragozás többnyire az artikulusokat érinti. Határozatlan névelő használatakor az arománban csak a névelő alakja változik:
| Eset                 | Hímnem és semlegesnem           | Nőnem                                       |
| -------------------- | ------------------------------- | ------------------------------------------- |
| Alanyeset-tárgyeset  | un bãrbat(u) ’egy férfi(t)’     | unã featã ’egy lány(t)’                     |
| Birtokos-részes eset | a unui bãrbat(u) ’egy férfinak’ | a unei featã (rom. unei fete) ’egy lánynak’ |

Határozott artikulusos ragozás:
| Eset       | Hímnem                         | Hímnem                     | Semlegesnem            | Semlegesnem                       | Nőnem                                                | Nőnem                            |
| Eset       | Egyes                          | Többes                     | Egyes                  | Többes                            | Egyes                                                | Többes                           |
| ---------- | ------------------------------ | -------------------------- | ---------------------- | --------------------------------- | ---------------------------------------------------- | -------------------------------- |
| A.-T.      | bãrbatlu ’a férfi(t)’          | bãrbatslji ’a férfiak(at)’ | foclu ’a tűz/tüzet’    | focurle / focurli ’a tüzek(et)’   | feata ’a lány(t)’                                    | featile / featili ’a lányok(at)’ |
| B.-R.      | a bãrbatlui ’a férfinak’       | a bãrbatslor(u)            | a foclui               | a focurlor(u)                     | ali/ale featã/feate/feati vagy a featãljei/featiljei | a featilor(u)                    |
| Felszólító | bãrbate! ’te férfi!’           | bãrbats!                   | foc(u)!                | focuri!                           | featã!                                               | feate! / feati!                  |
| A.-T.      | fratile / fratili ’a fivér(t)’ | fratslji ’a fivérek(et)    | vimtul ’a szél/szelet’ | vimturle / vimturli ’a szelek(et) | dada ’az anya/anyát’                                 | dadile / dãdãnjle ’az anyák(at)’ |
| B.-R.      | a fratilui                     | a fratslor                 | a vimtului             | a vimturlor                       | ali/ale dadã/dade/dadi                               | a dadilor / a dãdãnjlor          |
| Felszólító | frate!                         | frats!                     | vimt!                  | vimturi!                          | dado!                                                | dade! / dãdãnj!                  |

Megjegyzések:
- A részes eset alakja azonos a birtokos esetével, beleértve azt is, hogy az a elöljárószóval van ellátva: dada a ficiorlui ’a fiú anyja’, lju dau a vitsinlui ’a szomszédnak adom’.
- B.-R. esetben az artikulust ragozzák, nőnem egyes számban pedig vannak rag nélküli főneves változatok, és ragos főnevesek is.
- Nőnem egyes szám B.-R. esetben két főnévtípus van. Az egyik a dadã-féléké, melyek eléjük kapják a határozott artikulust, az a elöljáróval összeolvadva. Ehhez a típushoz tartoznak a női keresztnevek is (pl. ali/ale Ghene ’Ghenának’). A másik a featã típus, mely esetében a határozott artikulus állhat úgy a főnév előtt, mint mögötte.
- A férfi keresztnevek birtokos-részes esetét az al előretett artikulussal fejezik ki: al Gog(u) ’Gog(u)nak’.
- A felszólító esetű alakok artikulus nélküliek, de egy táblázatba szokták tenni a határozott artikulusos alakokkal. Csak egyes főneveknek van ragjuk felszólító esetben: bãrbate!, dado!

#### A melléknév
A melléknevek többes számú alakja és ragozása hasonló a főnévekéhez. A fokozásuk terén vannak némi sajátosságok a románhoz viszonyítva.
A középfok a ma vagy a cama határozószóval alakul, szerkezete pedig a di/de kötőszóval: El easte ma mare di mine ’Ő nagyobb, mint én’, cama tsinjisitu ’becsületesebb’.
Az ún. viszonylagos felsőfok alakja a középfokút tartalmazza, és a melléknév határozott artikulust kap: ma multele ori (rom. de cele mai multe ori) ’a legtöbbször’, cama marlji (rom. cei mai mari) ’a legnagyobbak’. Az északi nyelvjárásokban használnak egy, a macedón nyelvből vett szócskát is ma vagy cama előtt: nai ma mushatlu (rom. cel mai frumos) ’a legszebb’.
Az ún. kizárólagos felsőfok több határozószóval is kifejezhető: multu bun(ã) ’nagyon jó’, vãrtos dultse ’nagyon édes’, un om dip avut ’nagyon gazdag ember’. A balkáni nyelvekre jellemző, az arománban is használt módszer a kizárólagos felsőfok kifejezésére a melléknév megismétlése: ira linãvoasã-linãvoasã ’nagyon lusta volt’.

#### Névmások

##### A személyes névmás
A személyes névmás alakjai a következők az aromán nyelvben:
| Személy | Személy | Alanyeset                | Részes eset                | Részes eset                        | Tárgyeset         | Tárgyeset              |
| Személy | Személy | Alanyeset                | Hangsúlyos alakok          | Hangsúlytalan alakok               | Hangsúlyos alakok | Hangsúlytalan alakok   |
| ------- | ------- | ------------------------ | -------------------------- | ---------------------------------- | ----------------- | ---------------------- |
| E. 1.   | E. 1.   | io, mine/mini ’én’       | anja ’nekem’               | inj, nji, -nj, nj- ’nekem’         | mine/mini ’engem’ | me/mi ’engem’          |
| E. 2.   | E. 2.   | tu, tine/tini ’te’       | atsãja ’neked’             | ãts, tsã; ts, ță, s, z ’neked’     | tine/tini ’téged’ | te/ti ’téged’          |
| E. 3.   | hn.     | el(u), nãs ’ő’           | aluj ’neki’                | ilj, ãlj, lji, li, -lj, lj- ’neki’ | el(u) ’őt’        | lu/lo, ul, -l, l- ’őt’ |
| E. 3.   | nn.     | ea/ia, nãsã ’ő’          | aljei ’neki’               | ilj, lji, -lj, lj- ’neki’          | ea ’őt’           | o/u ’őt’               |
| T. 1.   | T. 1.   | noi ’mi’                 | anoauã/anauã/anao ’nekünk’ | nã ’nekünk’                        | noi ’minket’      | nã/ne ’minket’         |
| T. 2.   | T. 2.   | voi ’ti’                 | avoauã/avauã/avao ’nektek’ | vã, v ’nektek’                     | voi ’titeket’     | vã/ve ’titeket’        |
| T. 3.   | hn.     | elj, nãsh ’ők’           | alor ’nekik’               | lã ’nekik’                         | elj ’őket’        | ilj, -lj, lj- ’őket’   |
| T. 3.   | nn.     | eale/iale/ele, nãse ’ők’ | alor ’nekik’               | lã ’nekik’                         | eale ’őket’       | le/li ’őket’           |

Megjegyzések:
- A nãs, nãsã, nãsh, nãse alakokat az északi nyelvjárásokban használják.
- Gyakori az arománban az ún. dativus ethicus, azaz erkölcsi érdekeltséget kifejező részes eset. Még akkor is előfordul, amikor a mondatban nincs jelen más személyű névszó, mint az alany, pl. va-nj putridzãscu ’meg fogok rohadni’ (szó szerint ’meg fogok nekem rohadni’).

Példák mondatokban:
Io nu him surat ’Én nem vagyok nős’;
Scoalã tini cas-shed mini (alanyok tárgyesetű alakkal) ’Kelj fel, hogy én üljek le’;
Tsãni-ti di mini/io (határozó tárgyesetű vagy alanyesetű alakkal) ’Kapaszkodj belém!’;
Tsã era doru ’Vágyódtál’ (szó szerint ’Neked volt vágy’);
Alasã-me mine ’Hagyjál engem’ (kétszer kifejezett tárggyal);
Nu lã spusim alor ’Nem mondtuk meg nekik’ (kétszer kifejezett részeshatározóval);
Ashi-nj-ti voi ’Ilyennek akarlak’ (dativus ethicus-szal, szó szerint ’Így nekem téged akarlak’);
Nãsã nu e aua ’Ő (nn.) nincs itt’.

##### A birtokos névmás/determináns
Az aromán birtokos névmás és determináns ragozása gazdagabb, mint a románé. Alakjai a következők:
| Birtokos(ok) | Birtok(ok) | Nem | Eset  | 1. személy                              | 1. személy           | 2. személy                      | 2. személy           | 3. személy        | 3. személy           |
| Birtokos(ok) | Birtok(ok) | Nem | Eset  | Hangsúlyos alakok                       | Hangsúlytalan alakok | Hangsúlyos alakok               | Hangsúlytalan alakok | Hangsúlyos alakok | Hangsúlytalan alakok |
| ------------ | ---------- | --- | ----- | --------------------------------------- | -------------------- | ------------------------------- | -------------------- | ----------------- | -------------------- |
| Egy          | Egy        | hn. | A.-T. | anjeu / ameu / anjãu / amel             | nju / njo            | atãu / atãl                     | tu / tsi / tsã       | alui, aljei       | lj, su / so / sio    |
| Egy          | Egy        | hn. | B.-R. | anjui / anãui / aneui / amilui          | njui / njoi          | atãui                           | tui / toi            | –                 | sui / soi            |
| Egy          | Egy        | nn. | A.-T. | amea / ameauã / ameao                   | nj                   | ata / atauã / atao              | ta / ts              | alui, aljei       | lj, sa               |
| Egy          | Egy        | nn. | B.-R. | anjei / amiei / amiljei                 | meai                 | atãei / atãiei / atãljei        | tai                  | –                 | sai                  |
| Egy          | Több       | hn. | A.-T. | anjei / amei / amelj                    | –                    | atãi / atei / atãlj             | ts                   | alor / aloru      | lã                   |
| Egy          | Több       | hn. | B.-R. | anjor / amior                           | –                    | atãor / atãoru                  | –                    | –                 | –                    |
| Egy          | Több       | nn. | A.-T. | ameale / ameali                         | –                    | atale / atali                   | ts                   | alor / aloru      | lã                   |
| Egy          | Több       | nn. | B.-R. | anjor / amior                           | –                    | atãor / atãoru                  | –                    | –                 | –                    |
| Több         | Egy        | hn. | A.-T. | anostru / anostu                        | –                    | avostru / avostu                | –                    | alor / aloru      | –                    |
| Több         | Egy        | hn. | B.-R. | anostrui / anushtrui / anostrului       | nã                   | avostrui / avustrui / avushtrui | vã                   | alor / aloru      | –                    |
| Több         | Egy        | nn. | A.-T. | anoastrã                                | nã                   | avoastrã / avoastã              | vã                   | alor / aloru      | –                    |
| Több         | Egy        | nn. | B.-R. | anushtrei / anoastrãljei                | –                    | avustrei / avoastriljei         | –                    | alor / aloru      | –                    |
| Több         | Több       | hn. | A.-T. | anoshtri / anoci                        | nã                   | avoshtri / avoci                | vã                   | alor / aloru      | –                    |
| Több         | Több       | hn. | B.-R. | anostror(u) / anustror(u) / anoshtrilor | –                    | avustror / avushtror            | –                    | alor / aloru      | –                    |
| Több         | Több       | nn. | A.-T. | anoastre                                | nã                   | avoastre / avoaste              | vã                   | alor / aloru      | –                    |
| Több         | Több       | nn. | B.-R. | anostror / anustror(u)                  | –                    | avustror / avushtror            | –                    | alor / aloru      | –                    |

Megjegyzések:
- A hangsúlyos alakok lehetnek névmások és determinánsok is. Így például anjeu megfelelhet a magyar ’-m’ birtokos személyjelnek is, és az ’enyém’ birtokos névmásnak is. Mindkét szerepben a főnév mögött állnak, és mindkét szót ragozzák : a sorãljei amei ’a nővéremnek’.
- A hangsúlytalan alakok is a főnév után helyezkednek el, és használatuk esetén az utóbbit nem ragozzák: tatã-nju ’apám’, a dadã-meai ’anyámnak’, feata-vã ’lányotok’, dzinir-su ’veje’, a doamnã-sai ’az úrnőjének’.
- Egyes szerzők, például Cunia 2010, a szókezdeti a-t külön írják.

Példák mondatokban:
Furlu… pare mastur bun tu tehni-lj ’A tolvaj… jónak tűnik mesterségében’;
Casa-lã s-pare ermã ’Házuk üresnek tűnik’;
Iria amiră hilj-sio ’Fia császár volt’;
Se agãrshi limba anoastrã ’Elfelejtetett a nyelvünk’;
Lja-ts di measa-nã ’Vegyél magadnak az ételünkből!’

##### A mutató névmás/determináns
Az aromán mutató névmás és determináns alakjai az alábbiak:
| A névmás fajtája | Eset  | Egyes szám                                    | Egyes szám                            | Többes szám                          | Többes szám                                    |
| A névmás fajtája | Eset  | Hímnem                                        | Nőnem                                 | Hímnem                               | Nőnem                                          |
| ---------------- | ----- | --------------------------------------------- | ------------------------------------- | ------------------------------------ | ---------------------------------------------- |
| közelre mutató   | A.-T. | aestu / aistu / aist ’ez(t)’                  | aestã / aistã ’ez(t)’                 | aeshti / aeshtsã / aishti ’ezek(et)’ | aeste / aiste ’ezek(et)’                       |
| közelre mutató   | B.-R. | aestui / aeshtui / aistui / aishtui ’ennek’   | aistei / aishtei / aishtãljei ’ennek’ | aestor / aistor / aishtor ’ezeknek’  | aestor / aistor / aishtor / aistelor ’ezeknek’ |
| távolra mutató   | A.-T. | atselu / atsãl / atsel ’az(t)’                | atsea / atsia ’az(t)’                 | atselj ’azok(at)’                    | atseale / atsele ’azok(at)’                    |
| távolra mutató   | B.-R. | atselui / atsilui / atsului ’annak’           | atseljei / atsiljei ’annak’           | atseloru / atsiloru ’azoknak’        | atseloru / atsiloru ’azoknak’                  |
| megkülönböztető  | A.-T. | alantu / alant / anantu / nantu ’a másik(at)’ | alantã / anantã ’a másik(at)’         | alantsã / anantsã ’a többiek(et)’    | alante / anante ’a többiek(et)’                |
| megkülönböztető  | B.-R. | alãntui / anãntui ’a másiknak’                | alãntei / anãntei ’a másiknak’        | alãntor / anãntor ’a többieknek’     | alãntor / anãntor ’a többieknek’               |

Megjegyzések:
- A fenti alakokat névmásokként is (Aist s-lo acats ’Ezt fogd meg’), determinánsokként is használják. Az utóbbiak állhatnak a főnév előtt vagy mögött: tsi si-lj facã aestui om ’mit tegyen ezzel az emberrel’, furlu aestu ’ez a tolvaj’.
- Létezik egy olyan szószerkezet, amely valaki feleségét nevezi meg az al névelővel egybeolvadt atsea távolra mutató alak segítségével: tsal Tuli ’Tuli felesége’.
- Capidan 1932 a mutató névmások közé sorolja az alantu ’a másik’ stb. névmást is, amelyet a román nyelv grammatikái megkülönböztető mutató névmásnak neveznek.[86]

Egyéb példák mondatokban:
Arsãri sh-aestu ’Felugrott ez is;
Lã aflã aistor cãte nã featã ’Talált ezeknek egy-egy lányt’;
Portul lor aundzeashte ma multu cu aistelor de ma nãpoi ’Viseletük inkább ez utóbbiakéra hasonlít’;
S-duse pi locul atsãl ’Elment arra a helyre’;
Anantsã cãnj s-loarã dupã nãs ’A többi kutya utána ment’.

##### A kérdő/vonatkozó névmás
Kérdő és vonatkozó névmásokként a következő szavak találhatók az arománban:
- egyes számban:
  - alanyeset-tárgyesetű alakok: care / acare / cari / acari / cai és tse / tsi;
  - birtokos-részes esetű alakok: acui / acuri / acure;
- többes számban: care / acare / cari / acari.

Mondatokban:
cai va s-ljai ’kit veszel el?’;
Acure-i feata di pi leagãn? ’Kié az a lány a hintán?’;
muljare acui frate avea moartã ’asszony, akinek meghalt a fivére’;
tse-i nãs nu-i vãrã ’senki sem az, aki ő’.

#### A számnév
Tőszámnevek:
1 unu (hn.), unã (nn.)
2 doi (hn.), doauã (nn.)
3 trei
4 patru
5 tsints(i)
6 shase / shasi
7 shapte / shapti
8 optu
9 noauã
10 dzatse / dzatsi
11 unsprãdzatse / unsprãdzatsi
12 doisprãdzatse / doisprãdzatsi (hn.), daosprãdzatse / daosprãdzatsi (nn.)
20 yinghits / yinyits (rom. douăzeci)
21 unsprãyinghits / unsprãyinyits (rom. douăzeci și unu, douăzeci și una)
30 treidzãts
31 treidzãtsiunu (hn.) treidzãtsiunã (nn.) (rom. treizeci și unu, treizeci și una)
100 unã sutã (rom. o sută)
1000 unã njilje
2000 doao njilj
1 000 000 un miliune / miliuni
Jellegzetességek a románhoz viszonyítva:
- Fennmaradt a latin eredetű VIGINTI yinghits / yinyits (rom. douăzeci, szó szerint ’két tíz’) ’húsz’.
- Elöljáró köti a számnevet a főnévhez 11-től kezdve (a románban 20-tól kezdve): unsprãdzatsi di dzãli (rom. unsprezece zile) ’tizenegy nap’.
- 11-től 29-ig a számjegynév + sprã ’felé’ elöljáró + tízes számnév szerkezetet használják (a románban csak 11-től 19-ig): treisprãyinyits (rom. douăzeci și trei) ’huszonhárom’.
- 31-től fölfelé a tízes számnevet a számjegynévvel az [i] mássalhangzó köti össze (a románban a și kötőszó): patrudzãtsiunu (rom. patruzeci și unu) ’negyvenegy’.
- A tőszámnevek határozott artikulust kaphatnak és ragozzák őket: doilji, a doilor (rom. cei doi, celor doi, mutató névelővel) ’a kettő, a kettőnek’.

A sorszámnevet a tőszámnévből a határozott artikulus hozzáadásával képezik: shasile (rom. al șaselea) ’a hatodik’, noaulu (rom. al nouălea) ’a kilencedik’.
A gyűjtőszámnevet a tőszámnév elé tett amin- vagy shamin- előtaggal képezik és, miközben a románban az azonos eredetű előtagot csak a 2-essel használják, az arománban a többi számjeggyel is: amindoi (rom. amândoi) ’mindkettő’, amintrei (rom. toți trei) ’mindhárom’, aminpatru, amintsintsi stb.

#### Az ige
Akárcsak a román igéket, az arománokat is négy ragozási csoportba sorolják. Az 1.-ben és a 4.-ben két-két alcsoport van, ún. szuffixum nélküli igék és szuffixumos igék.

##### Kijelentő mód jelen igeidő
A kijelentő mód jelen idő az ige alapalakja az aromán nyelv grammatikájában. Az ige szótári alakját ennek egyes szám első személye adja. Ragozási példák:
| 1. igeragozás     | 1. igeragozás       | 2. igeragozás | 3. igeragozás  | 4. igeragozás     | 4. igeragozás                    |
| Szuffixum nélküli | Szuffixumos         | 2. igeragozás | 3. igeragozás  | Szuffixum nélküli | Szuffixumos                      |
| ----------------- | ------------------- | ------------- | -------------- | ----------------- | -------------------------------- |
| cãntu ’énekelek’  | lucredzu ’dolgozom’ | cad(u) ’esek’ | bat(u) ’verek’ | dormu ’alszom’    | grescu (rom. grăiesc) ’beszélek’ |
| cãntsã            | lucredz             | cadz          | bats           | dornj             | greshti                          |
| cãntã             | lucreadzã           | cade          | bate           | doarme            | greashte                         |
| cãntãm(u)         | lucrãm(u)           | cãdem(u)      | batim(u)       | durnjim(u)        | grim(u)                          |
| cãntats           | lucrats             | cãdets        | batits         | durnjits          | grits                            |
| cãntã             | lucreadzã           | cad(u)        | bat(u)         | dormu             | grescu                           |

##### Kijelentő mód múlt igeidők
Az arománban, akárcsak a románban és a többi újlatin nyelvben több múlt igeidő van (lásd a különbséget közöttük az Igeragozás és igehasználat a román nyelvben szócikkben).
Folyamatos múlt időben a többes szám 3. személy nem különbözik az egyes szám 3. személytől.
| 1. ragozás          | 2. ragozás     | 3. ragozás      | 4. ragozás        |
| ------------------- | -------------- | --------------- | ----------------- |
| cãntam ’énekeltem’  | cãdeam ’estem’ | bãteam ’vertem’ | durnjam ’aludtam’ |
| cãntai              | cãdeai         | bãteai          | durnjai           |
| cãnta               | cãdea          | bãtea           | durnja            |
| cãntam              | cãdeam         | bãteam          | durnjam           |
| cãntats             | cãdeats        | bãteats         | durnjats          |
| cãnta (rom. cântau) | cãdea          | bãtea           | durnja            |

A románnal ellentétben, az egyszerű múlt időt használják a beszélt nyelvben, sőt, gyakrabban mint az összetett múlt időt. Egyszerű múlt időben különbség van ún. hangsúlyos végződésű (mint az itt következők) és hangsúlyos tövű igék között.
| 1. ragozás              | 2. ragozás             | 3. ragozás            | 4. ragozás               |
| ----------------------- | ---------------------- | --------------------- | ------------------------ |
| cãntai ’elénekeltem’    | cãdzui ’el/leestem’    | bãtui ’el/megvertem’  | durnjii ’aludtam’        |
| cãntash                 | cãdzush                | bãtush                | durnjish                 |
| cãntã                   | cãdzu                  | bãtu                  | durnji                   |
| cãntãm (rom. cântarăm)  | cãdzum (rom. căzurăm)  | bãtum (rom. băturăm)  | durnjim (rom. dormirăm)  |
| cãntat (rom. cântarăți) | cãdzut (rom. căzurăți) | bãtut (rom. băturăți) | durnjit (rom. dormirăți) |
| cãntarã                 | cãdzurã                | bãturã                | durnjirã                 |

Hangsúlyos tövű igék a harmadik csoportban vannak. Az a jellemző rájuk, hogy egyes szám első személyben -sh(u) a végződésük: scosh(u) (rom. scosei) ’kivettem’, aprimshu (rom. aprinsei) ’meggyújtottam’, dush(u) (rom. dusei) ’elvittem’.
Az összetett múlt idő az am ’birtokolok’ segédige teljes alakjaival képződik.
| Aromán        | Román                     |
| ------------- | ------------------------- |
| am cãntatã    | am cântat ’(el)énekeltem’ |
| ai cãntatã    | ai cântat                 |
| are cãntatã   | a cântat                  |
| avem cãntatã  | am cântat                 |
| avets cãntatã | ați cântat                |
| au cãntatã    | au cântat                 |

A románnal ellentétben, az aromán nyelvben nem maradt fenn a szintetikusan képzett régmúlt idő, hanem az am ’birtokolok’ segédige folyamatos múlt idejével képződik, mint például a francia nyelvben.
| aveam cãntatã (rom. cântasem) ’(már) (el)énekeltem’ |
| aveai cãntatã                                       |
| avea cãntatã                                        |
| aveam cãntatã                                       |
| aveats cãntatã                                      |
| avea cãntatã                                        |

##### Kijelentő mód jövő igeidők
A jövő időnek hatféle képzése ismert. A legelterjedtebb az, amit a voi ’akarok’ ige kijelentő mód jelen idő egyes szám harmadik személyű alakjával (va) képeznek, a jövő idő minden személyében + kötőmód jelen idő (lásd lentebb): va s-cãntu (rom. voi cânta) ’énekelni fogok’.
Az előidejű jövő idő is a va segédigével képződik, amihez a kötőmód összetett múlt idejű alakját adják hozzá: va s-am cãntatã (rom. voi fi cântat). Ez az igealak jövőben történő cselekvéssel, történéssel, létezéssel szembeni előidejűséget fejez ki.

##### Kötőmód
A kötőmódnak négy ideje van az arománban, a románbeli kettővel szemben: jelen idő, folyamatos múlt idő, egyszerű múlt idő és összetett múlt idő. A sã kötőszóval használják, amelynek még három változata van: se, si és s-. Ez utóbbi a leggyakoribb.
Kötőmód jelen időben az 1. ragozási osztályba tartozó igék 3. személye nem különbözik a kijelentő mód jelen idő 3. személyétől.
| 1. ragozás               | 1. ragozás                    | 2. ragozás | 3. ragozás | 4. ragozás        | 4. ragozás  |
| Szuffixum nélküli        | Szuffixumos                   | 2. ragozás | 3. ragozás | Szuffixum nélküli | Szuffixumos |
| ------------------------ | ----------------------------- | ---------- | ---------- | ----------------- | ----------- |
| s-cãntu ’hogy énekeljek’ | s-lucredzu                    | s-cad(u)   | s-bat(u)   | s-dormu           | s-grescu    |
| s-cãntsã                 | s-lucredz                     | s-cadz     | s-bats     | s-dornji          | s-greshti   |
| s-cãntã (rom. să cânte)  | s-lucreadzã (rom. să lucreze) | s-cadã     | s-batã     | s-doarmã          | s-greascã   |
| s-cãntãm(u)              | s-lucrãm(u)                   | s-cãdem(u) | s-batim(u) | s-durnjim(u)      | s-grim(u)   |
| s-cãntats                | s-lucrats                     | s-cãdets   | s-batits   | s-durnjits        | s-grits     |
| s-cãntã (rom. să cânte)  | s-lucreadzã (rom. să lucreze) | s-cadã     | s-batã     | s-doarmã          | s-greascã   |

Kötőmód folyamatos múlt idő: s-cãntam (s- + kijelentő mód folyamatos múlt idő).
Kötőmód összetett múlt idő: s-am cãntatã (s- + kijelentő mód összetett múlt idő).
Kötőmód régmúlt idő: s-aveam cãntatã (s- + kijelentő mód régmúlt idő).

##### Feltételes mód
A feltételes mód jelen idő nem analitikus, mint a román nyelvben, hanem szintetikus, mint például a franciában. A végződéseket a főnévi igenévhez adják hozzá.
| s-cãntarim (rom. aș cânta) ’énekelnék’ |
| s-cãntari                              |
| s-cãntare/cãntari                      |
| s-cãntarim                             |
| s-cãntarit                             |
| s-cãntare/cãntari                      |

A feltételes mód múlt időt többféleképpen lehet képezni, de a leggyakrabban a voi ’akarok’ segédige vrea alakjával mindegyik személyben + feltételes mód jelen idő: vrea s-cãntarim (rom. aș fi cântat) ’énekeltem volna’, vrea s-cãntari stb.

##### Felszólító mód
A felszólító mód második személyének a románbelihez hasonló alakjai vannak (tulajdonképpeni felszólító mód), de az első személynek is vannak alakjai, a görög eredetű as kötőszóval + kötőmód jelen idő. Harmadik személyben a s(ã) kötőszón kívül a las kötőszót is használják + kötőmód jelen idő.
| 1. ragozás                                   | 1. ragozás     | 2. ragozás   | 3. ragozás   | 4. ragozás        | 4. ragozás   |
| Szuffixum nélküli                            | Szuffixumos    | 2. ragozás   | 3. ragozás   | Szuffixum nélküli | Szuffixumos  |
| -------------------------------------------- | -------------- | ------------ | ------------ | ----------------- | ------------ |
| as cãntu! (rom. să cânt!) ’énekeljek!’       | as lucredzu!   | as cad(u)!   | as bat(u)!   | as dormu!         | as grescu!   |
| cãntã! ’énekelj!’                            | lucreadzã!     | cade!        | bate!        | dornji!           | grea!        |
| las cãntã! (rom. să cânte!) ’hadd énekeljen’ | las lucreadzã! | las cadã!    | las batã!    | las doarmã!       | las greascã! |
| as cãntãm(u)!                                | as lucrãm(u)!  | as cãdem(u)! | as batim(u)! | as durnjim(u)!    | as grim!     |
| cãntats!                                     | lucrats!       | cãdets!      | bãtets!      | durnjits!         | grits!       |
| las cãntã!                                   | las lucreadzã! | las cadã!    | las batã!    | las doarmã!       | las greascã! |

Miközben a románban az egyes szám második személyben a tiltó alak nu + főnévi igenév, az arománban a nu + felszólító alakot használják tiltásként: nu cãntã! (rom. nu cânta!) ’ne énekelj!’

##### Igenevek
A főnévi igenévnek csak a latinból fennmaradt hosszú alakja van meg.
| 1. ragozás                   | 2. ragozás        | 3. ragozás      | 3. ragozás          |
| ---------------------------- | ----------------- | --------------- | ------------------- |
| cãntare / cãntari ’énekelni’ | cãdeare / cãdeari | batire / batiri | durnjire / durnjiri |

A határozói igenév a románbelihez hasonló képzőjéhez hozzáadják még az -a vagy -alui képzőt :
| 1. ragozás                              | 2. ragozás    | 3. ragozás   | 4. ragozás     |
| --------------------------------------- | ------------- | ------------ | -------------- |
| cãntãnda(lui) (rom. cântând) ’énekelve’ | cãdzãnda(lui) | bãtãnda(lui) | durnjinda(lui) |

A melléknévi igenév egyes számának csak egy alakja van, a román nőneműhöz hasonló:
| 1. ragozás                              | 2. ragozás | 3. ragozás | 4. ragozás |
| --------------------------------------- | ---------- | ---------- | ---------- |
| cãntatã (rom. cântat, -ă) ’(el)énekelt’ | cãdzutã    | bãtutã     | durnjitã   |

A 3. ragozási osztályhoz tartozó hangsúlyos tövű igéknek más az alakjuk: arsu (rom. ars) ’(el)égett’, aprimtu (rom. aprins) ’meggyújtott’, coptu (rom. copt) ’sült’.

### Szintagmatan és mondattan
Az aromán nyelv szintagmatana és mondattana nem különbözik légyegesen a románétól.

#### Determinálás határozott artikulussal
A határozott artikulust több esetben használják, mint a román nyelvben. Például a főnevet illetően a keresztnevekkel is használható: Goglu (rom. szó szerint ’a Gogu’).
A melléknév területén a határozott artikulus hozzájárul a viszonylagos felsőfok képzéséhez: cama marlji (rom. cei mai mari) ’a legnagyobbak’.
A tőszámnév határozott determinálása is a határozott artikulussal történik: doilji sots (rom. cei doi tovarăși) ’a két társ’. Az időpont kifejezésére is ezt a artikulust illesztik a tőszámnévhez: tu treile oare (rom. la ora trei) ’három órakor’. A gyűjtőszámnév ugyancsak ezzel képződik [shamintreilji cãnj (rom. toți cei trei câini) ’mind a három kutya’], valamint a sorszámnév is: shasile (rom. al șaselea) ’a hatodik’, noaulu (rom. al nouălea) ’a kilencedik’.
A főnév + mutató determináns + jelző szószerkezetben ez utóbbit határozott artikulus nélkül, de azzal is lehet használni: omlu atsel bunlu vagy omlu atsel bun (rom. omul acela bun) ’az a jó ember’.

#### Sajátosságok az alany és egyesbővítményekkifejezésében
Az északi nyelvjárásokban a mine/mini ’engem’, tine/tini ’téged’ tárgyesetben használatos alakokat alanyként is lehet használni io, illetve tu helyett. Caragiu Marioțeanu 1997 ezeket ajánlja szabályként: mini lucredzu (rom. eu lucrez) ’én dolgozom’, tini lucredz (rom. tu lucrezi) ’te dolgozol’. Ellenben a déli nyelvjárásokban a io-t használják olykor elöljáróval, határozóként: Tsãni-ti di mini/io ’Kapaszkodj belém!’.
A tárgyat képező névmás elé általában nem tesznek elöljárószót: nu ti voi tine (rom. nu te vreau pe tine) ’nem akarlak téged’.
Nagyon gyakori a tárgy és a részeshatározó kétszeres kifejezése ugyanabban a mondatban, hangsúlyos alakú személyes névmással és az ennek megfelelő hangsúlytalan alakkal: Alasã-me mine ’Hagyjál engem’, Nu lã spusim alor ’Nem mondtuk meg nekik’. Ez a szerkezet ugyancsak gyakori, amikor a tárgyat élettelen főnév fejezi ki (a románban csak amikor személynév a tárgy): Unã intratã n casã, o bagã chiatra sun limbã (rom. Cum a intrat în casă, pune piatra sub limbă) ’Amint bemegy a házba, a követ a nyelve alá teszi’.
A helyhatározói funkciót betöltő helységnevek elé általában nem tesznek elöljárószót [mi duc Bitule (rom. mă duc la Bitolia) ’Bitolába megyek’], de elöljáróval is előfordulnak: s-dusi n Sãrunã (rom. se duse la Salonic) ’Szalonikibe ment’.

#### Atse/tsiszó funkciói
Tse/tsi elsősorban kérdő-vonatkozó névmás. E funkcióban gyakoribb, mint cari/care úgy alanyi funkcióban [ficiorlu tsi vini (rom. feciorul care vine) ’az a fiú, aki jön’], mint más mondatrészként, de ugyancsak elöljáró nélkül: Fu dus tu odãlu tse era shi feata (rom. Fu dus în odaia în care era și fata) ’Bevitték abba a szobába, amelyikben a lány is volt’.
Összetett mondatban tse/tsi kötőszó is lehet: avea trei anj […] tsi ira dus (rom. erau trei ani […] de când era dus) ’három év telt el, amióta elment’, El o catsã oaia di gurmadzu tsi s-nu zghiară (rom. Prinde oaia de grumaz, ca să nu zbiere) ’Elkapja a birka torkát, hogy ne bőgjön’.

#### A főnévi igenév funkciói
Bár a főnévi igenevet főleg főnévként használják, mégis van néhány igére jellemző funkciója is:
- személytelen szerkezetben a va vagy a lipseashte (rom. trebuie) ’kell’ igékkel: Va scriare unã carte (rom. Trebuie să se scrie o scrisoare) ’Levelet kell írni’, Lipseashte zburãre cu un mastur (rom. Trebuie vorbit cu un meşter) ’Mesterrel kell beszélni’;
- mozgást kifejező ige elöljáró nélküli helyhatározójaként: Vru s-ducã avinare (rom. Vru să se ducă să vâneze) ’El akart menni vadászni’;
- az unã határozószóval, mellékmondat értékű szószerkezetben: Unã strigare, tutsi se-adunarã (rom. Îndată ce strigă, toți se adunară) ’Amint elkiáltotta magát, mind összegyűltek’;
- határozóként, több elöljáróval: di/ti/tã/trã/tu mãcare (rom. de mâncat) ’ennivaló’, […] n-casã no-avea nitsi un lemnu ti vãtãmare shoaritslji ’[olyan szegény vol, hogy] a házában nem volt egy egerek megölésére való fadarab sem’.

#### A melléknévi igenév funkciói
A melléknévi igenevet általában úgy használják, mint a románban, de van néhány más használata is:
- cselekvő értelemmel: duruta mumã (rom. mama iubitoare) ’a szerető anya’;
- a főnév értékű főnévi igenév helyett: tru ishitã din hoarã (rom. la ieșirea din sat) ’a faluból kimenet’;
- az unã határozószóval, mellékmondat értékű szószerkezetben: Unã intratã n casã, o bagã chiatra sun limbã (rom. Cum a intrat în casă, pune piatra sub limbă) ’Amint bemegy a házba, a követ a nyelve alá teszi’;
- tagadó előtaggal, mellékmondat értékével: Tini, nivinitã, vrei s-fudz? (rom. Tu, abia ai venit și vrei să pleci?) ’Te alig jöttél meg, és már el is akarsz menni?’

#### Szórendi sajátosságok
Az aromán egyik szórendi sajátossága a határozatlan névelővel és az alt, -ã határozatlan névmással ellátott főnév szószerkezetében található: altã unã bisearicã (rom. o altă biserică) ’egy másik templom’.
A határozott artikulus a legtöbbször végartikulus, de nem mindig. Nőnem egyes szám birtokos-részes esetben egyes főnevek mögé vagy elé lehet tenni: ali featã vagy a featiljei ’a lánynak’. Más főnevek csak eléjük kapják. Ilyenek egyes személyt megnevező köznevek (ali dadã ’az anyának’) és a személyt megnevező tulajdonnevek: ali Ghene ’Ghenának’. Ez a hímnemű személyt megnevező tulajdonnevekre is érvényes: al Griva ’Grivának’.
A hangsúlytalan nőnem egyes számú tárgyat képező személyes névmást nemcsak a kijelentő mód jelen idejű ige, hanem az összetett múlt idejű esetében is az ige elé teszik: u ai vidzutã (rom. ai văzut-o) ’láttad őt’ (nőnem). Ellenben, amikor az ige a sã kötőszó nélkül alakított jövő idejű, a névmás a segédige után helyezkedik el: va ti ved (rom. te voi vedea) ’látni foglak’.

## Szókincs
Az aromán alapszókincsnek a legnagyobb része a latinból örökölt, és a nyelv a szomszédos nyelvekből vett jövevényszavakkal, valamint szóalkotás, főleg szóképzés útján gyarapodott.

### Örökölt szavak
Az aromán alapszókincs összetételét jól mutatja a nyelv 207-szavas Swadesh-listája, amely több, mint 92%-ban vulgáris latin eredetű.
Fennmaradtak az arománban olyan latin szavak vagy jelentések is, amelyek nincsenek meg a többi keleti újlatin nyelvben: bash / bashiu (rom. sărut) ’csókolok’, cusurin(u) (rom. văr) ’unokatestvér’, dimãndari / dimãndare (rom. poruncă) ’parancs’, agiun(u) (rom. flămând) ’éhes’, fumealji / fumealje (rom. familie, copii) ’család, gyerekek’, largu (rom. departe) ’messze’, vatãm(u) (rom. ucid) ’ölök’, mur(u) (rom. zid) ’fal’, cãtinã (rom. lanț) ’lánc’, ermu (rom. pustiu) ’üres’, fleamã (rom. flacără) ’láng’, mes (rom. lună) ’hónap’ stb.

### Jövevényszavak
A régebbi jövevényszavak a Dunától délre élő népek nyelveiből származnak. A legtöbb újgörög eredetű: pirazmo ’ördög’, cãrãvidhã ’rák’ (az állat), yramã ’betű’, xen ’idegen’, anarga ’lassan’, tora ’most’.
Vannak régebbi jövevények az alábbi nyelvekből is:
- szláv nyelvek: cucot ’kakas’ gaidã ’duda’ (a hangszer), nimal ’elég’;
- albán: bãnedzu ’élek’, etã ’időszak, évszázad’, minduescu ’gondolok’;
- török: huzmichiar ’szolga’, zurlu ’bolond’, cãsãbã ’város’.

A jelenlegi jövevényszavak általában olyan újlatin eredetűek, amelyek más nyelvekben is megtalálhatók. Caragiu Marioțeanu 1997-ben ilyenek a servescu ’felszolgálok’, poezie ’vers’, poetu ’költő’, hotelu ’szálloda’, pronumi interogativu ’kérdő névmás’, pronunțari ’kiejtés’, controversâ ’vita’, vocalâ ’magánhangzó’, consoanâ ’mássalhangzó’, neologismi ’neologizmusok’. Ballamaci olyan újlatin eredetű szavakat használ tankönyvében (2010), amelyeket az albán nyelv is átvett: vizitari ’látogatni’, agensiă ’ügynökség’, tur / giro ’körséta’, interesant ’érdekes’, turistic (melléknév) ’turista’, dacord (< francia d’accord) ’egyetértek’.

### Szóképzés
A románban is meglévő képzőkön kívül az aromán egyebekkel is rendelkezik, melyek között más nyelvekből származók is vannak.
Jellegzetes utóképzők:
- -ame: bãrbatame (rom. mulți bărbați) ’sok férfi’, urãtsame (rom. urâțenie) ’csúnyaság’;
- -ic, -icã: frãtic (rom. frățior) ’kistestvér’, fiticã (rom. fetiță) ’kislány’;
- -ice: gurice (rom. guriță) ’szájacska’;
- -inã: fucurinã (rom. loc unde s-a făcut foc) ’hely, ahol tüzet raktak’;
- -ãriu: vãcãriu (rom. mulțime de vaci) ’tehenek sokasága’;
- -ish: muntish (rom. de munte) ’hegyi’;
- -iu: limniu (rom. grămadă de lemne) ’fahalmaz’;
- -ut: plãngut (rom. plânset) ’sírás’.

Jellegzetes előképzők:
- xenu- (görög eredetű): xenulucredzu (rom. lucrez lucru străin) ’más munkáját végzem’, xenuzburãscu (rom. vorbesc aiurea) ’össze-vissza beszélek’;
- para- (görög eredetű): parafac (rom. fac prea mult) ’túl sokat csinálok/teszek’, paralucredzu (rom. lucrez prea mult) ’túl sokat dolgozom’;
- sum-: sumarãd (rom. râd pe jumătate) ’félig nevetek’.

### Szóösszetétel
Az arománban vannak a románnal közös összetett szavak, de sajátosak is: njadzã-iarnã ’tél közepe’, tsiripãne (← tseare ’kér’ + pãne ’kenyér’) ’koldus’, ayru-cucot ’vadkakas’, tindugumar (← tindu ’nyújtok’ + gumar ’szamár’) ’lusta ember’.
Vannak létező szóból és vele azonos számú szótagból álló, rá rímelő nemlétező szóból összetettek is: Astãdz mi dush s-acumpãr zahãre-mahãre, sare-mare, carne-marne, fãrinã-mãrinã… ’Ma elmentem cukrot, sót, húst, lisztet… venni’.

## Példaszöveg
Tuti iatsãli umineshtsã s-fac liberi shi egali la nãmuzea shi-ndrepturli. Eali suntu hãrziti cu fichiri shi sinidisi shi lipseashti un cu alantu sh-si poartã tu duhlu-a frãtsãljiljei.
Minden emberi lény szabadon születik és egyenlő méltósága és joga van. Az emberek, ésszel és lelkiismerettel bírván, egymással szemben testvéri szellemben kell hogy viseltessenek.

## Egyéb külső hivatkozások
- (románul) (arománul) Anveatsã armãneashti! (Tanulj arománul!) (Hozzáférés: 2023. július 27.)
- (angolul) Aromanian (Armâneaști) (Aromán nyelv). Omniglot (Hozzáférés: 2017. június 8.)
- (angolul) Aromanian. A language of Greece (Aromán. Egy görögországi nyelv). Ethnologue. Languages of the World (Hozzáférés: 2023. július 27.)
- (arománul) Dixi online – Cunia 2010 számítógépes változata (Hozzáférés: 2017. június 8.)
- Az aromán nyelv 110-szavas Swadesh-listája. The Global Lexicostatistical Database (GLD) (Globális Lexikostatisztikai Adatbázis) (Hozzáférés: 2017. június 8.)
- (arománul) Njiclu amirãrush (A kis herceg) – Antoine de Saint-Exupéry könyvének kezdete (Hozzáférés: 2017. június 8.)
- (arománul) Boiagi Grammatikájának címoldala és további két oldala (1813) (Hozzáférés: 2017. június 8.)